# Reino de Badajoz (Coroa de Castela e Leão)
O Reino de Badajoz (em latim: Badalloz Regnum; em asturo-leonês: Badayoz; em estremenho: Baajós; em baixo-estremenho: Badajó), foi uma entidade territorial do Reino de Leão fundada após a reconquista pelos cristão da cidade de Badajoz pelo rei Afonso IX (r. 1188–1230) em 19 de março de 1230. Desde 24 de setembro do mesmo ano, passou para a Coroa de Leão e Castela sob Fernando III (r. 1217–1252) e continuou a existir até o século XIV, quando foi criada a província de Estremadura.
Constituía, na prática, um título real, sem reis privativos, agregado à coroa castelhano-leonesa, e posteriormente à monarquia hispânica. Esses reis foram, portanto, os reis de Badajoz (ainda que seu uso fosse perdendo vigência). Seus antecedentes se remontavam ao anterior Reino de Badalhouce (Taifa de Badajoz) dos muçulmanos.